# Gustavo Zevallos
Gustavo Zevallos Henríquez (Lima, Perú, 20 de mayo de 1959) es un exfutbolista y dirigente deportivo de futbol peruano. Durante su época de jugador, jugó en diversos equipos de Perú, México y República Dominicana. Es recordado por ser Gerente Deportivo del Club Alianza Lima.

## Trayectoria

### Como futbolista
Ingresó al primer equipo de Alianza Lima en 1979, donde jugó en todas sus divisionales formativas. Lo que le llevó para ser convocado a la juvenil de la Selección peruana. Ya en el fútbol de primera división, debutó en 1980, fue parte del plantel subcampeón del Campeonato Descentralizado 1982, luego probó suerte defendiendo las camisetas de Alianza Atlético, Coronel Bolognesi y Defensor Lima. Jugó, además, en Toros Neza de México y Cibao Fútbol Club de República Dominicana.

### Como entrenador
Luego de ser graduado en la Universidad San Martín de Porres en su época de futbolista. Dio sus primeros pasos en el Cibao de República Dominicana, club donde dirigió al equipo en amistosos. Hasta regresar a su país en 1994, fue entrenador de distintos equipos amateurs, en ese lapso de tiempo también trabajo como preparador en Japón y Paraguay. Su primera experiencia como gerente fue en el primer equipo del Coronel Bolognesi, también fue coordinador deportivo del club, y a partir de 2003 fue parte del cuerpo directivo de la Selección Peruana de Fútbol, excepto por un par de años en los que dirigió algún club japonés.
En 2006 fue encargado de la coordinación en todos los proyectos deportivos para América Latina, otorgado por Special Olympics.
Desde 2008 hasta 2013 fue gerente deportivo del Club Sporting Cristal. En 2015 dirigió en Deportivo Municipal.
A mediados de 2016, fue oficializado como nuevo director deportivo del Alianza Lima.
En octubre de 2020 tras un medio de crisis en los resultados, el club blanquiazul tomó la drástica decisión de desvincular a Gustavo Zevallos de la gerencia deportiva.
En su etapa de cinco años con Alianza Lima, consiguió un título y dos subcampeonatos nacionales. Durante su estadía, también coincidió con el resurgimiento económico en Alianza Lima, que ya no tuvo inconvenientes para cumplir con sus obligaciones financieras desde el 2018
A inicios de 2021, a través de un comunicado, Cusco Fútbol Club informó que Gustavo Zevallos es nuevo gerente deportivo del club imperial.

## Clubes

### Como futbolista
| Club              | País                 | Año       |
| ----------------- | -------------------- | --------- |
| Alianza Lima      | Perú                 | 1980-1984 |
| Toros Neza        | México               | 1984-1985 |
| Alianza Lima      | Perú                 | 1985      |
| Alianza Atlético  | Perú                 | 1986      |
| Coronel Bolognesi | Perú                 | 1987-1988 |
| Defensor Lima     | Perú                 | 1989      |
| Cibao Fútbol Club | República Dominicana | 1990-1991 |

### Como entrenador
| Club                | País     | Empleo                  | Año       |
| ------------------- | -------- | ----------------------- | --------- |
| Consadole Sapporo   | Japón    | Preparador              | 1997-1998 |
| Cerro Porteño       | Paraguay | Director técnico sub-20 | 1999-2000 |
| Coronel Bolognesi   | Perú     | Coordinador juveniles   | 2002-2003 |
| Selección Nacional  | Perú     | Coordinador deportivo   | 2003-2005 |
| Sporting Cristal    | Perú     | Gerente deportivo       | 2008-2013 |
| Deportivo Municipal | Perú     | Gerente deportivo       | 2015      |
| Alianza Lima        | Perú     | Gerente deportivo       | 2016-2020 |
| Cusco FC            | Perú     | Gerente deportivo       | 2021      |
| CARFIP              | Perú     | Gerente deportivo       | 2023-Act. |